# Azzurro/Una carezza in un pugno
Azzurro/Una carezza in un pugno è un singolo di Adriano Celentano pubblicato in Italia nel 1968. Entrambi i brani contenuti in esso sono stati inseriti nell'album Azzurro/Una carezza in un pugno, pubblicato nello stesso anno.

## Tracce
Lato A
1. Azzurro – 3:42 (testo: Vito Pallavicini – musica: Paolo Conte, Michele Virano[4])

Lato B
1. Una carezza in un pugno – 2:57 (testo: Luciano Beretta, Miki Del Prete – musica: Gino Santercole, Nando de Luca)

Arrangiamento, orchestra e direzione d'orchestra di Nando de Luca, per entrambi i brani.

## Successo e classifiche
Successo clamoroso dovuto al fatto che in breve tempo entrambe le canzoni del 45 giri diventano conosciute e popolarissime. Anche se Una carezza in un pugno, lanciata per prima in televisione, non otterrà un immediato riscontro, sarà Azzurro ad entrare nel cuore del pubblico e a trainare il singolo in vetta all'Hit Parade. 
Entrambi i brani sono comunque diventati degli evergreen, ovunque eseguiti, richiesti e ballati.
| Classifica 1968            | Posizione | Settimane |
| -------------------------- | --------- | --------- |
| 15 giugno                  | 9         | 1         |
| 22 giugno                  | 4         | 1         |
| 29 giugno - 13 luglio      | 7         | 3         |
| 20 luglio - 27 luglio      | 6         | 2         |
| 3 agosto                   | 5         | 1         |
| 10 agosto                  | 4         | 1         |
| 17 agosto                  | 3         | 1         |
| 24 agosto - 31 agosto      | 2         | 2         |
| 7 settembre - 28 settembre | 1         | 4         |
| 5 ottobre - 19 ottobre     | 2         | 3         |
| 26 ottobre                 | 5         | 1         |
| 2 novembre                 | 6         | 1         |
| 9 novembre                 | 7         | 1         |

| Classifiche 1968 | Europa (bandiera)   | Posizione massima | Settimane in classifica |
| ---------------- | ------------------- | ----------------- | ----------------------- |
| Italia           | Italia (bandiera)   | 1                 | 22 (4 al 1º posto)      |
| Austria          | Austria (bandiera)  | 1                 | 24                      |
| Germania         | Germania (bandiera) | 6                 | 8                       |

Nella "Top Ten" italiana dal 15 giugno 1968, uscirà dopo il 9 novembre e 22 settimane di permanenza, di cui 4 consecutive al primo posto e 9 consecutive sul podio delle prime tre (17 agosto - 25 ottobre).
Alla fine del 1968 sarà il singolo più venduto dell'anno.

## I brani

### Una carezza in un pugno
Originariamente pensata come lato A del singolo, rappresenta uno dei rari casi in cui il successo dell'altro brano presente fa relegare, secondo alcuni critici musicali a torto, questa canzone sul lato meno rilevante, ma anche un caso in cui un pezzo sul lato B del disco risulterà, alla fine, almeno altrettanto famoso quanto quello scelto come lato principale.
È spesso considerata la miglior canzone scritta da Gino Santercole, nipote di Celentano, e Nando de Luca (che cura anche l'arrangiamento), con una melodia che si adatta perfettamente all'estensione vocale di Celentano. L'arrangiamento, un ritmo indolente da cavalcata western vecchio stile, sottolineato dall'introduzione con archi e fiati, fa da sottofondo alla voce dell'artista. Nel coro femminile che accompagna è presente anche Claudia Mori, moglie di Celentano.
Si tratta di un brano d'amore che racconta la benevola gelosia di un uomo burbero ma simpatico nei confronti della propria compagna. Un prototipo che Adriano interpreterà più tardi nel film Il burbero del 1986. Segna la fine del personaggio Celentano legato alle bizze del rock'n'roll, per lasciare spazio all'attore, uomo forte ma buono, dai solidi valori morali (sopra tutti: famiglia e matrimonio), predicatore a fin di bene.

### Cover
- 1968 - Il cantante Rudy Rickson (GR – GR 6109)
- 1990 - Il cantante Franco Moreno nell'album Anni sessanta: Canzoni d'amore con il titolo Una carezza in pugno (Visco Disc – LP 70145).
- 1991 - Il cantante, comico ed imitatore Fiorello in un singolo (Free Records Independent – D.D. 2000) e nell'album Nuovamente falso (Free Records Independent – FRI LP 16007).
- 2000 - Il cantante reggae Hobo nell'album Canto in uno stile I-tal che presenta la prima versione nel noto stile giamaicano (Carosello Records – 300 677-2).
- 2008 - Il duo Musica Nuda (Petra Magoni e Ferruccio Spinetti) nell'album 55/21 (Edel AG – 0212254MGO).
- 2015 - Il rapper Moreno nella riedizione del suo secondo album in studio Incredibile (Universal Music – 060254720663).
- 2015 - Il crooner italiano Matteo Brancaleoni nell'album Made in Italy (Irma Records – IRM 1406).
- 2021 - Il cantante Francesco Gabbani nel corso della trasmissione televisiva di Rai 1 La canzone segreta.
- 2022 - Il cantante Piero Allegrini (GrignieroMusic).